# KSI
Olajide Olayinka Williams "JJ" Olatunji, mer känd som KSI, född 19 juni 1993 i Watford, är en brittisk youtuber, rappare, sångare-låtskrivare och boxare.

## Biografi
KSI:s familj härstammar från Nigeria. Han är mest känd för sin youtubekanal "KSI" som i november 2022 har 24 miljoner prenumeranter och sammanlagt 5,3 miljarder visningar på sina videor. Han är sedan 2014 medlem i Sidemen, en brittisk youtubegrupp bestående av sju brittiska youtubare. Han medverkade 2016 i långfilmen Laid In America tillsammans med Caspar Lee. Namnet KSIOlajideBT grundas på en spelcommunity i Halo som hette KSI Global, i vilken han var med. BT är en förkortning för British Telecom. Namnet "KSI" står idag för Knowledge, Strength och Integrity. KSI arbetar även i musikbranschen där han mestadels rappar.

## Diskografi
KSI har gett ut sin musik på flera bolag, bland annat Island Records, Atlantic och Asylum Records.

### EP
| Titel          | Albumdetaljer                                                                        |
| -------------- | ------------------------------------------------------------------------------------ |
| Keep Up        | - Släppt 8 januari 2016 - Bolag: Island Records - Format: CD, digitala nedladdningar |
| Space EP       | * Släppt 30 juni 2017                                                                |
| Disstracktions | Släppt 6 oktober 2017                                                                |

### Album
| Titel                          | År   |
| ------------------------------ | ---- |
| New Age                        | 2019 |
| Dissimulation                  | 2020 |
| Dissimulation (Deluxe Edition) | 2020 |
| All Over The Place             | 2021 |

Singlar
| Titel                                                  | År   |
| ------------------------------------------------------ | ---- |
| Lamborghini                                            | 2015 |
| Keep Up                                                | 2015 |
| Goes Off                                               | 2016 |
| Friends with Benefits                                  | 2016 |
| Jump Around                                            | 2016 |
| Creature                                               | 2017 |
| Uncontrollable                                         | 2018 |
| On Point                                               | 2018 |
| Ares                                                   | 2018 |
| Beerus                                                 | 2018 |
| Red Alert                                              | 2019 |
| Down Like That (feat. Rick Ross, Lil Baby & S-X)       | 2019 |
| Wake Up Call (feat. Trippie Redd)                      | 2020 |
| Poppin (feat. Lil Pump & Smokepurpp)                   | 2020 |
| Houdini (feat. Swarmz & Tion Wayne)                    | 2020 |
| Lighter (feat. KSI)                                    | 2020 |
| Loose (feat. KSI)                                      | 2020 |
| Really Love (feat. Craig David & Digital Farm Animals) | 2020 |
| Don't Play                                             | 2021 |
| Patience (feat. YUNGBLUD & Polo G)                     | 2021 |
| Holiday                                                | 2021 |